# Polypodium colpodes
Polypodium colpodes là một loài thực vật có mạch trong họ Polypodiaceae. Loài này được Kunze miêu tả khoa học đầu tiên năm 1850.